# Vittorio Alfieri
Vittorio Alfieri (ur. 16 stycznia 1749 w Asti, zm. 8 października 1803 we Florencji) – włoski pisarz. Dramaturg uznawany za ojca włoskiej szkoły dramatycznej (np. Saul, 1782), autor poezji i pism politycznych (Della tirannide, 1789). W swoich dramatach, opartych głównie na mitologii greckiej, Alfieri poruszał problem tyranii i jej przezwyciężenia. Jego zamiarem było danie Włochom dramatów porównywalnych z osiągnięciami innych narodów. Alfieri pisał też komedie, satyry, sonety i epigramaty.
Wspomniana tragedia Saul została przełożona na język polski przez Karola Łopuszańskiego. Jest ona uważana za największą klasyczną włoską tragedię. Własną wersję sztuki Alfieriego wydał Wojciech Bogusławski.